# Llei d'Indiana sobre el nombre pi
La llei d'Indiana Pi és la llei número 246 de les sessions de l'any 1897 de l'Assemblea General d'Indiana, un dels intents més famosos per establir una veritat científica mitjançant un acte legislatiu. Malgrat el nom, el principal proclamat és un mètode per quadrar el cercle, i no estableix explícitament un valor per al nombre π, tot i que el projecte conté alguns paràgrafs que semblen suggerir diversos valors incorrectes de π, com 3,2.
El projecte de llei mai no va ser promulgat gràcies a la intervenció d'un professor de matemàtiques, Clarence Waldo, que era present en la legislatura, que va posar en evidència la inconsistència i els errors matemàtics que tenia la proposta de llei.
El 1882, Ferdinand von Lindemann demostrà rigorosament la impossibilitat de fer quadrar el cercle fent servir només un compàs i un regle.

## Història legislativa
El 1897 un metge i matemàtic aficionat d'Indiana, Edwin J. Goodwin, va creure que havia descobert una forma correcta de realitzar la quadratura del cercle. Goodwin va proposar al representant per Indiana, Taylor I. Record, un projecte de llei, Record presentà el projecte a l'assemblea legislativa amb el títol Un projecte de llei que presenta una nova veritat matemàtica i que és ofert com una contribució a l'ensenyament que només es podrà fer servir a l'Estat d'Indiana gratuïtament sense haver de pagar cap mena de royalties, sempre que sigui acceptat i adoptat oficialment per la legislatura de 1897.
El text del projecte consisteix en una sèrie d'asseveracions matemàtiques (presentades als següents paràgrafs), seguides per una enumeració de les fites de Goodwin:
"...les seves solucions de la trisecció de l'angle, la duplicació del cub i la quadratura del cercle han estat ja acceptades com a contribucions a la ciència per l'American Mathematical Monthly... I cal recordar que fins no fa gaire aquests problemes havien estat declarats per les acadèmies científiques com misteris insolubles més enllà de la comprensió humana."

## Matemàtiques

### Aproximació de π

Cercle d'exemple que va presentar Goodwin a la segona secció del projecte de llei. Té un diàmetre de 10 i una circumferència de 32, la corda de 90° amb una longitud de 7.

Si bé el projecte de llei s'anomenà el projecte de llei de pi, el text no menciona el nombre π a cap paràgraf, i sembla que Goodwin va considerar que la relació entre la circumferència i el diàmetre d'un cercle un tema secundari en l'objectiu de quadrar el cercle. Al final de la segona secció hi ha el següent paràgraf:
| «                  | Encara més, ha permès obtenir la relació entre la corda i l'arc de noranta graus, que és de set octaus, i també la relació entre la diagonal i un costat d'un quadrat que és deu setens, d'on sorgeix un quart punt important que és que la relació entre el diàmetre i la circumferència és quatre a cinc quarts. | » |
| — Projecte de llei | |   |

Això s'apropa molt a la proclamació en forma explícita queπ = 4/1.25 = 3.2, i que 
{\displaystyle {\sqrt {2}}\,} = 10/7 ≈ 1.429.
Sovint aquesta cita es llegeix com si fossin tres asseveracions mútuament incompatibles, però són consistents si l'enunciat sobre l'arrel quadrada de 2 s'interpreta fent referència al quadrat inscripte (amb el diàmetre del cercle com a diagonal) en comptes d'al quadrat en el radi (amb la corda de 90° com a diagonal). En el conjunt descriuen el cercle que es mostra en la figura, el diàmetre del qual és 10 i té una circumferència de 32, la corda de 90° es considera que fa 7. Tots dos valors, 7 i 32, es troben dins d'una precisió d'uns pocs percents de les longituds vertaderes per a un cercle que té un diàmetre de 10 unitats.

### Àrea del cercle
L'objectiu principal de Goodwin no era mesurar longituds en la circumferència, sinó quadrar el cercle, la qual cosa interpretava literalment, ço és, trobar un quadrat que tingués la mateixa àrea que té el cercle. Ell sabia que la fórmula d'Arquimedes per calcular l'àrea d'un cercle, que consisteix a multiplicar el diàmetre per un quart de la circumferència, no és una solució a l'antic problema de la quadratura del cercle. Això es dona perquè el problema és construir l'àrea fent servir només un compàs i un regle (sense graduacions), Arquimedes no donà un mètode per construir una línia recta amb la mateixa longitud que la circumferència. Clarament Goodwin no coneixia aquest requisit fonamental, ell creia que el problema amb la fórmula d'Arquimedes és que donava resultats numèrics incorrectes, i que la solució a l'antic problema havia de ser trobar la fórmula "correcta". En el projecte de llei Goodwin hi proposa el seu propi mètode, sense cap justificació.